# 3865 Lindbloom
3865 Lindbloom је астероид главног астероидног појаса са средњом удаљеношћу од Сунца која износи 2,397 астрономских јединица (АЈ).
Апсолутна магнитуда астероида је 12,7.